# Surasena
Surasena o Sourasena (devanagari: शूरसेन, IAST: Śūrasena) fu un antico regno dell'India, corrispondente all'attuale regione di Braj, nello stato dell'Uttar Pradesh. La capitale era la città di Mathura. Secondo il testo buddista Anguttara Nikaya, Surasena era uno dei sedici Mahajanapada (grandi regni) nel VI secolo a.C. Il regno è menzionato nei principali poemi epici indù, Ramayana e Mahabharata. Gli antichi scrittori greci (tra cui Megastene) si riferiscono al popolo dei Sourasenoi e alle loro città, Methora e Cleisobra.

## Storia
Il Mahabharata e i Purana indicano che i governanti del regno appartenevano al clan Yadava (discendenti di Yadu) della cosiddetta dinastia lunare, ed erano divisi in un certo numero di sette, tra cui i Vrishni. I testi buddisti si riferiscono ad Avantiputta, il re di Surasena al tempo di Kātyāyana, uno dei principali discepoli di Gautama Buddha, che diffuse il buddismo nella regione.
La sua capitale, Mathura, era situata sulla riva del fiume Yamuna, ancora oggi luogo sacro per gli indù, in quanto ritenuta tradizionalmente la città natale del dio Krishna. 
Gli scavi archeologici a Mathura mostrano la graduale crescita da un piccolo villaggio a una città importante. Il primo periodo della storia della città appartiene alla cultura della ceramica grigia dipinta (1100-500 a.C.), seguita dalla cultura della ceramica nera lucidata settentrionale (700-200 a.C.). Mathura ha derivato la sua importanza come centro commerciale grazie alla sua posizione in cui la rotta commerciale settentrionale della pianura del Gange si incontrava con le rotte verso Malwa (India centrale) e la costa occidentale.